# Chirurgia mâinii
Chirurgia mâinii se ocupă atât de tratamentul chirurgical, cât și de cel nechirurgical al afecțiunilor și problemelor care pot avea loc la nivelul mâinii sau extremității superioare (de obicei de la vârful mâinii până la umăr), inclusiv leziuni și infecții. Chirurgia mâinii poate fi practicată de absolvenții postuniversitari de chirurgie ortopedică și chirurgie plastică în SUA.

Chirurgii plastici și chirurgii ortopedii primesc o pregătire semnificativă în chirurgia mâinii în timpul pregătirii lor de rezidențiat. De asemenea, unii absolvenți fac o bursă suplimentară de un an. Dintre cei fără pregătire suplimentară a mâinilor, chirurgii plasticieni au primit, de obicei, instruire pentru a face față amputațiilor traumatice ale mâinii și degetelor care necesită o operație de „replantare”. Chirurgii ortopedici sunt instruiți pentru a reconstrui toate aspectele pentru salvare. apendicele: tendoane, mușchi, os. De asemenea, chirurgii ortopedici sunt instruiți să se ocupe de fracturi complexe ale mâinii și leziuni ale oaselor carpiene care modifică mecanica încheieturii mâinii.

## Indicații
Următoarele condiții pot fi indicații pentru intervenția chirurgicală a mâinii:
- Leziuni ale mâinii și încheieturii mâinii
- Condiții ale tendonului de ex. degetul în resort
- Tulburări de compresie nervoasă de ex. Sindromul de tunel carpian, Sindromul de tunel cubital
- Bossing carpometacarpian
- Artrită reumatoidă
- Contractura lui Dupuytren
- Defect congenital

## Complicații
Unele complicații ale intervenției chirurgicale pe mâini includ:
- Infecție - uneori numită infecție a locului chirurgical, infecția este cea mai frecventă și costisitoare complicație a intervenției chirurgicale. Acest lucru este la fel de adevărat și în cazul mâinii în care riscul global este de ~5%.[3]
- Sângerarea este neobișnuită și dovezile disponibile indică faptul că riscul de sângerare nu este legat de utilizarea de antiplachetare sau anticoagulante orale.[4]
- Rigiditate
- Contracturi
- Sindrom de durere regională complexă.